# Nell Scovell
Nell Scovell é uma escritora de revista, roteirista e produtora de televisão e diretora de cinema estadunidense. Ela é a criadora da série de televisão Sabrina, the Teenage Witch, que foi ao ar na ABC e no The WB, de 1996 até 2003.
Como uma roteirista de televisão, Scovell escreveu a segunda temporada episódio de The Simpsons, "One Fish, Two Fish, Blowfish, Blue Fish". Outros créditos de roteirista incluem The Wilton North Report, Coach, Monk, Murphy Brown, Charmed, Newhart, The Critic, NCIS, e muitos outros.
Fora da televisão, Scovell foi a primeira escritora pessoal contratada na revista Spy e é um ex-editor contribuinte da revista Vanity Fair. Ela também escreveu para Vogue, Rolling Stone, Self, Tatler e o The New York Times Magazine. Atualmente, ela tem um blog para o site da Vanity Fair.
Scovell também dirigiu dois filmes feitos para televisão: Hayley Wagner, Star para a Showtime e It Was One of Us para a Lifetime Channel.
Scovell é casada com Colin Summers e tem dois filhos. Ela é uma pós-graduada da Universidade Harvard (turma de 1982).
O comediante e mágico Penn Jillette a chamou de "uma das pessoas mais engraçadas vivos", em uma entrevista ao The A.V. Club.
Em 2013, Scovell co-escreveu com Sheryl Sandberg o livro Lean In.